# 蔦森樹
蔦森 樹（つたもり たつる、1960年 - ）は、日本のオートバイ評論家、作家、ジェンダー研究者、トランスジェンダー活動家。

## 活動・経歴
北海道生まれ。オートバイ研究家として執筆活動をスタートしたが、ライダーとしての、オートバイ研究家としての生き方を、「男らしさ」にとらわれたものとして捨て去り、女性への移行を始めることになる。その過程での脱毛の経験から書き起こしたものが、著書『男だってきれいになりたい』であり、21世紀に入ってからの「ジェンダーレスファッション」の嚆矢である。
1994年に刊行した自伝『男でもなく女でもなく』で、ジェンダーからの解放を主張した。同書は、上野千鶴子らフェミニズムの研究者や活動家から高く評価された。
その後、1990年代から2000年代初頭において学界や行政を風靡した「ジェンダーフリー」の流れに乗り、地方公共団体や女性団体の主催する男女共同参画関連の講座において、講演を重ねるようになる。この中で蔦森は、「樹」という男性名で活動し、安易に女性に同化することを戒め、むしろメンズリブの立場、男性というポジショナリティからの発言であることを明確にしていた。
蔦森は、生まれながらの性別、またそれに基づく社会的な性別に違和感をもつことを疾患とみなす、性同一性障害の概念に抵抗する姿勢を示した。このことは一部のトランスジェンダー当事者には熱狂的に支持される一方、性別違和感をもつことを疾患と捉える者や、反対の性別への完全な移行を行い、過去の性別や、トランスジェンダーであることを隠す立場の者からは、しばしば激しい反感をもたれた。
2000年より、琉球大学非常勤講師。これは、トランスジェンダーとしては日本初の大学教員任用であるとされる。

## 著作
- 『進駐軍モーターサイクルクラブ―FREE WHEELIN' IN THE '50s』群雄社出版、1984　のち山海堂
- 『W1FILE MEGURO'60-KAWASAKI'73』山海堂、1986年
- 『男だってきれいになりたい―こころと身体の新グルーミングBOOK』マガジンハウス、1990年
- 『そして、ぼくは、おとこになった』マガジンハウス 1992年
- 『男でもなく女でもなく―新時代のアンドロジナスたちへ』勁草書房、1993年　のち朝日文庫
- 『21世紀恋愛読本』学陽書房、1994年
- 『愛の力』東京書籍、1999年
- 『恋人と暮らす沖縄―男が女になって女を愛する』ミスターパートナー、2000年
- 『男を脱ぐ!―ジェンダーが救う新・サラリーマン幸福論』全日出版、2003年
- 蔦森樹、長崎満、池上正樹、北原みのり、石橋英子『なぜ女は男をみると痴漢だと思うのかなぜ男は女の不快感がわから: 痴漢大論争!』ビーケイシー、2003年6月1日、206頁。ISBN 978-4939051227。

## 編著
- 『はじめて語るメンズリブ批評』編著、東京書籍、1999年
- 『現代のエスプリ トランス・ジェンダー現象』編著、至文堂、1999年

## 翻訳
- セレナ・ナンダ著、カマル・シン共訳『ヒジュラ 男でも女でもなく』青土社、1999